# De statu imperii Germanici
De statu imperii Germanici (lat. Über die Verfassung des deutschen Reiches) ist eine verfassungsgeschichtliche Schrift des Naturrechtslehrers Samuel von Pufendorf und hat die Entwicklung, den Zustand und insbesondere die staatstheoretische Beurteilung der Verfassung des Heiligen Römischen Reichs zum Gegenstand.
Sie gilt als das bedeutendste und zugleich umstrittenste Werk der Reichspublizistik und erschien erstmals im Jahre 1667 in Den Haag unter dem Pseudonym Severinus von Monzambano. Zu großer zeitgenössischer Bekanntheit brachte es die darin enthaltene Charakterisierung der Reichsverfassung als eines „irregulären und einem Monstrum ähnlichen Körpers“ (irregulare aliquod corpus et monstro simile). Der vollständige Titel der ursprünglich in lateinischer Sprache verfassten Schrift lautet Severini de Monzambano Veronensis, De statu imperii Germanici ad Laelium fratrem, Dominum Trezolani, liber unus.

## Zur Entstehungsgeschichte

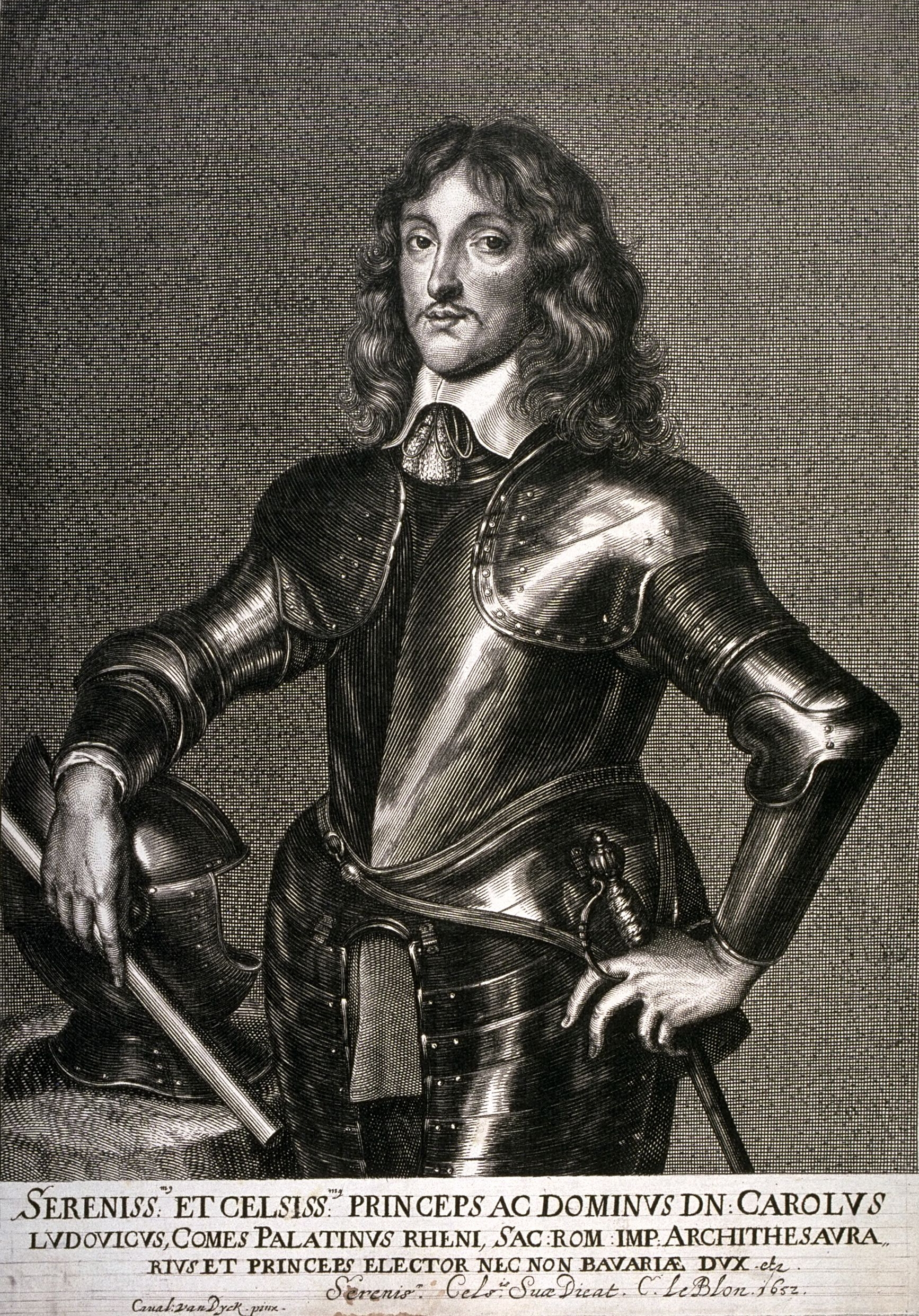
Kurfürst Karl I. Ludwig von der Pfalz (Kupferstich von Christoph Le Blon, 1652)

Auf Grund seiner frühen Werke und hilfreicher Beziehungen wurde Samuel Pufendorf im Jahre 1661 an die Universität Heidelberg berufen. Kurfürst Karl I. Ludwig protegierte ihn wahrscheinlich auch wegen seiner publizistischen Unterstützung des Pfalzgrafen im so genannten Wildfangstreit. Den ihm zuerst angebotenen Lehrstuhl für Römisches Recht lehnte Pufendorf ab, seinem Wunsch nach einem Lehrstuhl für Politik wurde nicht entsprochen. Wohl um ihn trotzdem halten zu können, berief ihn der Kurfürst noch im selben Jahr auf eine eigens für ihn geschaffene Professur, die später in einen Lehrstuhl für Natur- und Völkerrecht umgewandelt wurde.
Dass dieser Lehrstuhl in der Philosophischen d. h. der Artistischen Fakultät angesiedelt war und nicht in der Juristischen, sollte Grundlage dafür werden, die Entstehung der Reichsverfassungsschrift De statu imperii Germanici in späterer Zeit legendenhaft zu verklären: So tradiert man seit Beginn der wissenschaftlichen Beschäftigung mit Pufendorfs Leben und Werk die Erzählung, er habe die Schrift aus Ärger darüber verfasst, dass er im Jahre 1664 bei der Besetzung einer Professur für deutsches Staatsrecht an der Juristischen Fakultät der Heidelberger Universität übergangen worden sei. Man habe ihm den Juristen Johann Friedrich Böckelmann mit der Begründung vorgezogen, er – Pufendorf – besitze nicht die nötige Qualifikation für die betreffende Professur. In der Folge soll Pufendorf die Verfassungsschrift aufgesetzt haben, um der wissenschaftlichen Öffentlichkeit seine Kenntnisse des deutschen Staatsrechts und seine Befähigung zur Ausübung eines juristischen Lehramts unter Beweis zu stellen.
Dass diese Entstehungsgeschichte als Legende charakterisiert werden muss, konnte Detlef Döring zeigen: So muss einerseits nicht nur die prominente Überlieferung, dass Böckelmann Pufendorf „vorgezogen“ worden sei kritisch betrachtet werden, da „Vorzug“ in den diesbezüglich im Allgemeinen herangezogenen Quellen, dem Vorwort posthumen Ausgabe der Schrift (1706) und dem ihrer deutschen Übersetzung von Peter Dahlmann, nicht als Hintanstellung Pufendorfs im Hinblick auf den besagten Lehrstuhl verstanden werden könne:
„‚Vorziehen‘ bedeutet hier ‚besser und höher halten oder ehren‘, der ‚Vorzug‘ ist im Sinne von ‚Vorrecht, Priorität, Privileg‘ zu sehen. Es geht hier also offenkundig nicht um die Konkurrenz um einen Lehrstuhl, sondern um eine der gerade im Barockzeitalter mit besonderer Intensität ausgefochtenen Rangstreitigkeiten. […] Pufendorf, der lediglich den Grad eines Magisters der Philosophie […] besaß, gehörte als Professor für Völkerrecht und Philologie der Philosophischen Fakultät an, Böckelmann dagegen der Juristischen. Die Geringschätzung, mit der in jener Zeit gemeinhin die Artistenfakultät bedacht wurde, ist bekannt und muß nicht näher erläutert werden. […] Wenn also überhaupt irgend etwas an der von Dahlmann überlieferten Erzählung den Tatsachen entspricht, dann ist es die Nachricht, daß der selbstbewusste Pufendorf darüber verärgert war, an der Universität ‚in ordine‘ Böckelmann den Vortritt lassen zu müssen, obwohl seinem Fach, dem Völkerrecht, die größere Bedeutung zukäme.“
Andererseits stellt sich schon die Grundlage der oben skizzierten traditionellen Entstehungserzählung als zweifelhaft dar, wenn man einen Blick auf ihre eigene Überlieferungsgeschichte wirft:
„Bei Heinrich von Treitschke […] erhält die Legende ihren letzten Schliff, indem nun die Professur für deutsches Staatsrecht als konkretes Streitobjekt benannt wird. Daß Pufendorf auf seine Zurückstellung mit der Abfassung einer Schrift zur Reichsverfassung antwortet, erscheint dann als verständliche ‚Rache‘. Ungeprüft ist diese Erzählung von den meisten Autoren des 20. Jh. übernommen und (ohne Begründung) auf das Jahr 1664 datiert worden. Nun hätte bereits die Beobachtung stutzig machen müssen, daß es zu Pufendorfs Zeit gar keine Professur für deutsches Staatsrecht in Heidelberg gab.“
Selbst von den drei zu dieser Zeit bestehenden juristischen Professuren wurde im in Frage kommenden Zeitraum keine einzige neu besetzt. Döring kann anhand erhaltenen Aktenmaterials des Weiteren zeigen, dass bei der erst 1665 erfolgenden Neubesetzung der ersten Professur für Römisches Recht von vornherein Friedrich Böckelmann als Favorit galt, während Pufendorf in diesem Zusammenhang nirgends erwähnt wird. Letztlich ist eine Konkurrenz Böckelmanns und Pufendorfs um einen Lehrstuhl für deutsches Verfassungsrecht, wie sie immer wieder legendenhaft tradiert wurde, also nicht nachweisbar. Dass Pufendorf sich stattdessen um die ein Jahr später neu zu besetzende erste Professur der Juristischen Fakultät beworben habe, ist nach Döring nur schwer vorstellbar. Vor diesem Hintergrund erscheint es wohl eher als plausibel anzunehmen, dass Pufendorf die Verfassungsschrift vor allem aus akademischem Interesse an der Grundfrage der Reichspublizistik verfasst hat, nämlich derjenigen, wie es um die Machtverteilung innerhalb der Reichsverfassung bestellt ist und wie sich diese aus der Staatsform des Reiches ergibt.

## Anlage und Aufbau

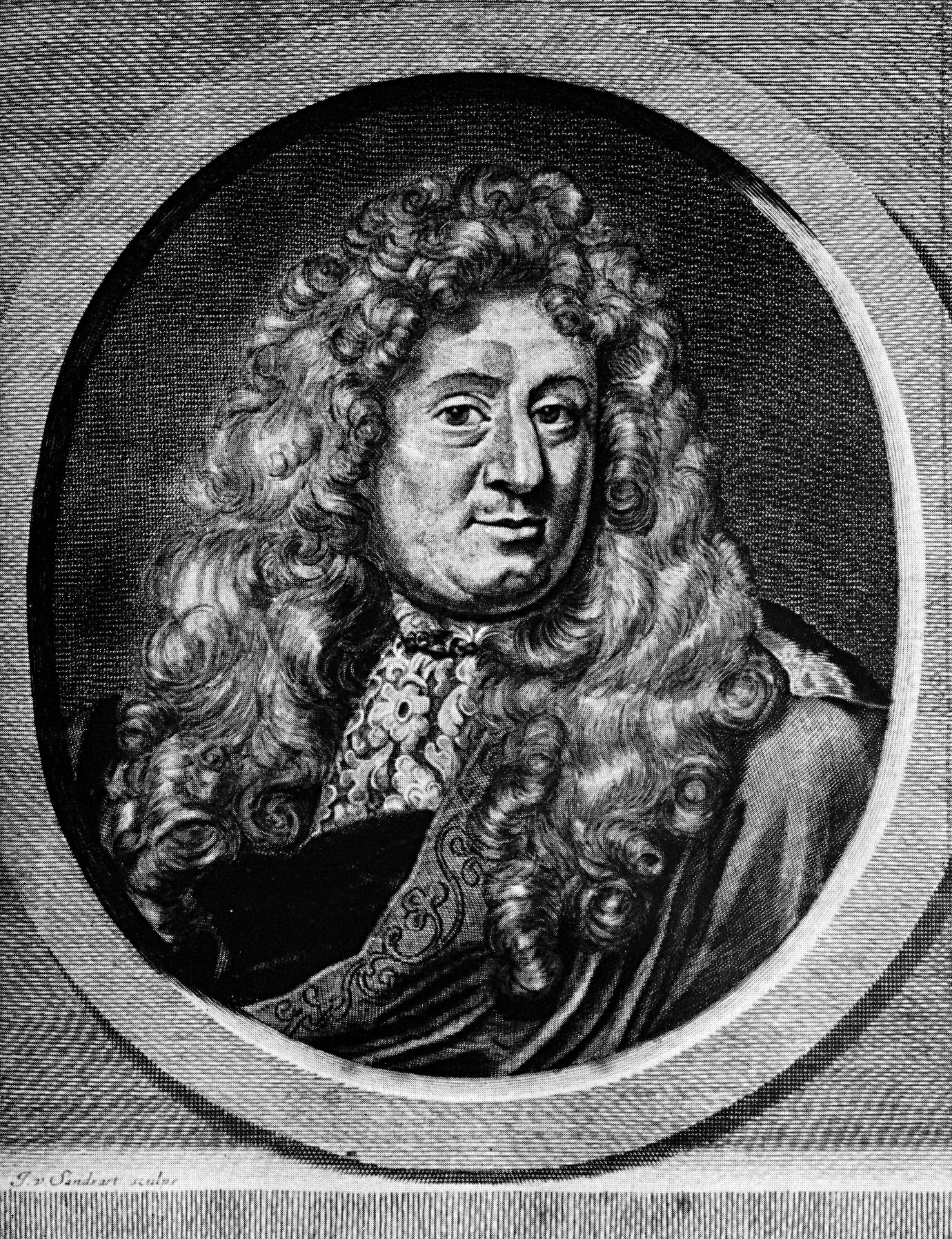
Samuel von Pufendorf, alias Severinus de Monzambano, Kupferstich von Joachim von Sandrart

### Zur Anlage der Schrift
Wohl angesichts der großen politischen wie wissenschaftlichen Brisanz des Werks hielt Pufendorf es für ratsam, die Schrift vorerst unter einem Pseudonym, nämlich Severinus von Monzambano, zu veröffentlichen. Auf diese Weise glaubte er auf Rücksichtnahme gegenüber politischen und religiösen Empfindlichkeiten verzichten zu können, um eine schonungslose und teils höchst provokante Zustandsbeschreibung des deutschen Reichs zu liefern. Von seinen Beweggründen, das Werk zu verfassen, abgesehen, macht er in der Einleitung desselben, dem so genannten Widmungsbrief (siehe unten), durch den fiktiven Bericht Monzambanos klare Angaben dazu, wie die Anlage der Schrift zu verstehen ist: Deutliche Kritik übt Pufendorf dabei an der Jurisprudenz seiner Zeit, der Staatsrechtslehre und ihrer Gelehrten, wie sie ihm bisher begegneten und bekannt wurden. Horst Denzer fasst diese wie folgt zusammen:
Die Staatsrechtslehre sei in einem „konservativen Positivismus“ gefangen, so Pufendorf, und vernachlässige die interdisziplinäre Zusammenarbeit: Sie halte im Reichsverfassungsrecht an überholten Theorien fest und verkenne so die Realität, verliere jede Praxisnähe. Hierbei sei vor allem sie große Autorität des Römischen Rechts problematisch.
Infolgedessen versäume die Jurisprudenz, Autoritäten und Gesetze zu hinterfragen, und diese an Vernunft- und Gerechtigkeitsprinzipien sowie der politischen Notwendigkeit zu messen. Begründungen für Rechtssätze sollten angebbar sein.
Letztlich müssten auch politische Erwägungen in die Staatslehre einfließen (Staatsräson), d. h. die Angemessenheit bestimmten Rechts für einen konkreten Staat überprüft werden.
Um diese Fehler zu vermeiden und überdies ein näherungsweise richtiges Bild der Reichsverfassung liefern zu können, bedürfe es vor allem der Kenntnis der deutschen Geschichte und der „Wissenschaft von der Politik“. Wer diese nicht habe, könne nach Pufendorf an der Aufgabe nur scheitern, wie es den deutschen Staatsrechtlern bisher offenbar auch ergangen sei.

### Gliederung
Die Schrift gliedert sich in acht Kapitel, welche wiederum aus einer wechselnden Anzahl von Paragraphen bestehen. Während die Kapitel stets einzelne Themenbereiche behandeln, begrenzen die Paragraphen oftmals einzelne Sinneinheiten, seltener strukturieren sie einfach den Text ohne klar erkennbare inhaltliche Abgrenzung.
Die ersten fünf Kapitel behandeln die Verfassungsgeschichte des Reiches von fränkischer Zeit bis herauf in Pufendorfs Gegenwart mit den seinerzeit neuesten Entwicklungen durch den Westfälischen Frieden und beispielsweise die Wahlkapitulation Kaiser Leopolds I. In Kapitel I schildert der Verfasser die Anfänge des Reiches, wie es dessen Titel ankündigt; in den Kapiteln II und III folgt die Geschichte der Reichsstände und ihrer Entwicklung; Kapitel IV befasst sich mit dem römisch-deutschen Kaiser, seiner Wahl und seinen Wählern, den Kurfürsten, und in Kapitel V steht die Beschränkung der monarchischen Gewalt des Kaisers im Zentrum. Hier endet der verfassungsgeschichtliche Teil der Schrift.
Die Beurteilung der Staatsform des Reiches folgt schließlich in Kapitel VI, welche in der „Monstrositätsthese“ gipfelt. Hierauf folgen fundierte Überlegungen zu den Stärken und Schwächen des Reichs (Kapitel VII) sowie eine Analyse der Staatsräson desselben in Kapitel VIII. Den Schluss dieses Kapitels (und damit den der ganzen Abhandlung) bildet eine, in Form der Wiedergabe eines wahrscheinlich fiktiven Gesprächs zwischen Gelehrten verfasste, ausführliche und harte Kritik der katholischen Religion und ihrer Institutionalisierung im Reich in Form der deutschen Reichskirche und deren – aus Pufendorfs Sicht – höchst tadelnswerten Strukturen und Praktiken, wobei der Verfasser nicht selten ins Polemische abgleitet.

## Inhalt (Auswahl)
Im Folgenden stehen der Zusammenfassung eines Abschnitts die Überschriften aus dem Originaltext voran.

### Widmung
Laelio de Monzambano Trezolani Domino Severinus de Monzambano salutem plurinam dicit
In der Widmung am Beginn des Werks breitet der Autor den fiktiven Handlungsrahmen desselben aus: Er gibt sich als Severinus von Monzambano zu erkennen, ein italienischer Deutschlandreisender, der seinem Bruder Laelius den Beweggrund für seine lange Reise mitteilt. Pufendorf lässt den italienischen Gelehrten ein plausibles Motiv für dessen Nachforschungen vorbringen: „Da ich nun von den bedeutsamen Ereignissen und von den vielen heftigen Schlachten [des Dreißigjährigen Krieges, Anm. des Verf.] las, wunderte ich mich, wie dieses Land so große Schäden überstehen konnte, obwohl dreißig Jahre lang Einheimische und Fremde an seinem Untergang gearbeitet hatten. Mich gelüstete deshalb danach, Kraft und Macht dieses Volkes, seine verschiedenen Stämme und das Band, das diesen unförmigen Körper zusammenhält [das Reich], genauer kennenzulernen.“ Damit ist der weitere Gegenstand der Schrift angekündigt, wobei sich von dieser Aussage sicherlich nicht auf Pufendorfs eigene Beweggründe schließen lassen dürfte, liefert sie doch lediglich ein dem fiktiven Rahmen entsprechendes Bild der Absichten des ebenso fiktiven Verfassers.

Im Weiteren schildert Monzambano wie es ihm beim Beginn seiner Nachforschungen über das Reich ergangen sei. So habe er für diese, nachdem er die deutsche Sprache erlernt hatte, auf die umfangreiche Bibliothek eines befreundeten Gelehrten zurückgreifen können. Im Vorfeld sei es seine Überzeugung gewesen, dass nur derjenige den deutschen Staat verstehen könne, der die Lehren aller Staatsrechtsgelehrten des Landes kenne. Deshalb hätte er sich eine unvorstellbar große Zahl von Schriften und Abhandlungen bringen lassen und begonnen, sie zu studieren. An dieser Stelle übt Pufendorf durch die Worte Monzambanos erstmals deutliche Kritik an der zeitgenössischen Reichsstaatsrechtslehre und ihren Denkern:
„Nachdem ich lange geschwitzt hatte, fiel mir zum Glück das Wort eines unserer Gelehrten ein, die Deutschen seien von einer unstillbaren Schreibwut besessen, aber die wenigsten würden etwas hervorbringen, was durch Schärfe der Erfindungsgabe oder durch Einfallsreichtum den Beifall der gebildeten Zeitgenossen finden könne. Um aber das Papier vor Verschwendung nicht zu schonen, fügen die meisten überall zusammengesuchte Teile zu einer Masse zusammen, oft ohne eine Spur eigenen Urteils. Auch gilt es bei ihnen nicht als Plagiat, die Bücher anderer, wenn nur wenige Stellen hinzugefügt sind, als neue zu verkaufen. Schließlich glauben einige, schon deshalb einen Platz unter den Schriftstellern einnehmen zu können, weil sie eine ausführliche Schrift in ein Kompendium oder, so Gott will, in Tabellen zur Unterstützung des Gedächtnisses oder der Dummheit zusammengefasst haben.“
Deshalb, so lässt Pufendorf Monzambano verlautbaren, glaube er, nur eine der umfänglicheren Schriften lesen zu müssen, um alle zu kennen, da die deutschen Juristen sowieso alle voneinander abschrieben. So habe er also eines der Werke zur Hand genommen, dass an Umfang und Ruf zu den Bedeutendsten gehörte. Dieses aber habe ihn enttäuscht: Der Verfasser der Schrift stelle zwar eine umfangreiche Kenntnis des Zivilrechts zur Schau, entbehre aber jeglicher Kenntnis der Lehre von der Politik. Dabei könne aber doch niemand die Struktur des Reiches begreifen, der sich nicht in dessen Verfassungsgeschichte und zugleich auch der politischen Wissenschaft auskenne – er müsse sich gleichsam anstellen „wie ein Esel beim Saitenspiel.“ Nach dieser Erfahrung habe er alle gelehrten Schriften (die „albernen Pamphlete“) beiseitegelegt und auf einer ausgedehnten Reise die verschiedensten deutschen Politiker nach ihren Erfahrungen befragt, was ein lohnenderes Verfahren gewesen sei. So kam er von München nach Regensburg (den neuerlichen Sitz des Reichstags), dann nach Wien, nach Sachsen und Brandenburg. Von Berlin aus ging die Reise weiter nach Braunschweig, wo er Hermann Conring getroffen habe. Für diesen ist er voll des Lobes. Daraufhin führte er seine Reise fort, sucht Düsseldorf, Bonn und Mainz auf und kehrt schließlich in der Kurpfalz ein. Hier rühmt Pufendorf/Monzambano den Kurfürsten Karl I. Ludwig bestechenderweise von ganzem Herzen. Alles Gute was man ihm im Reich nachsage, treffe voll und ganz zu. (Unter anderem wegen solcher Passagen in Monzambanos Aussagen, die einen Bezug des Autors zum Kurfürsten und der Pfalz nahelegen, verdächtigte man Pufendorf zeitlebens der Autorschaft an De statu imperii Germanici.) Nach dieser kurzen Episode und einem weiteren kurzen Aufenthalt in Stuttgart sei seine Reise bereits zu ihrem Ende gekommen. Monzambano schließt den Widmungsbrief darauf mit Dank und Grüßen an seinen zu Hause gebliebenen Bruder Laelius, welchem er die folgende Schrift, in welcher er ein getreues Bild des Reiches zeichnen will, in Dankbarkeit widme.

### Kapitel I
De origine Imperii Germanici
Im ersten Kapitel breitet Pufendorf eine Ursprungsgeschichte des Reiches aus, beginnend mit einer Angabe der geographischen Lage und der Gegebenheiten der Germania (§ 1), inklusive der angrenzenden Gebiete. In § 2 wird die Verfassung der germanischen Stämme behandelt, so wie Pufendorf sie sich rückblickend vorstellt. Die Franken werden von ihm in der Folge für die Vereinigung der germanischen Stämme verantwortlich gemacht (§ 3–5). In § 6 kommt Karl der Große zur Sprache. Mit § 7 setzt die Untersuchung der Reichsverfassungsgeschichte ein, indem Pufendorf die Hoheit Karls über die verschiedenen Teile seines Reiches aus verschiedenen Rechtstiteln ableitet. In § 8 attestiert er dem Frankenkönig eine unbeschränkte Herrschaft, die er mit Hilfe von Grafen und Markgrafen fränkischer Herkunft ausgeübt habe.
In diesem Kapitel findet man bereits einen wichtigen Topos der gesamten Schrift angelegt: den unheilvollen Machtzuwachs der Vasallen des Königs, der später als Wurzel des Machtverfalls der deutschen Herrscher identifiziert wird. Weiter in § 9: „Mit der Teilung des Reiches unter den Söhnen Ludwigs begann der Niedergang der fränkischen Herrschaft und der Karolinger. Deutschland trennte sich vom übrigen Frankreich und bekam in Ludwig, dem Sohn Ludwigs des Frommen, einen eigenen König. […] Während der unheilvollen Kämpfe der späten Karolinger untereinander wuchs die Macht der deutschen Fürsten gewaltig; […] die Deutschen schließlich wählten aus den Vornehmen ihres Volkes ihre Könige. Seit dieser Zeit regelt Deutschland seine Angelegenheiten selbst und hat mit Frankreich kein gemeinsames Reich mehr gebildet.“ Daraufhin folgt eine kurze Untersuchung darüber, was es mit der Bezeichnung des Reiches als „Heiliges Römisches Reich“ auf sich habe und inwiefern und mit welcher Berechtigung es sich ein „Römisches“ nennen könne.

### Kapitel II
De membris, ex quibus iam Imperium Germanicum componitur
Im zweiten Kapitel setzt sich Pufendorf mit den Gliedern, den Ständen des Reiches, auseinander. Er nähert sich dem Gegenstand zunächst systematisch-analytisch an, indem er angibt, was einen Reichsstand ausmacht (§ 1): „Zu den bedeutenderen Gliedern des Reiches werden die gerechnet, die man Reichsstände nennt und die Sitz, Rede- und Stimmrecht in den Reichstagen haben.“ Dazu weiter in § 2: „Zur Anerkennung als Reichsstand genügt im allgemeinen zweierlei; er muß in der Reichsmatrikel, dem Verzeichnis der Stände, eingeschrieben sein und die Reichssteuern direkt in das allgemeine Schatzamt, nicht in das eines anderen Standes bezahlen.“
Pufendorf zeigt sich angesichts der Vielfalt und teilweisen Verwirrung der Ständeordnung des Reiches problembewusst in Bezug darauf, mittels der Reichsmatrikel einen festen Bestand der Stände zu definieren oder überhaupt auch nur angeben zu können: „Auch gibt es keine Reichsmatrikel, die nicht zu viele oder zu wenige Stände aufführt und gegen die nicht von irgendeiner Seite Einspruch erhoben worden wäre. […] Meiner Meinung nach sind die alten Reichsmatrikel, die viele Reichsstände aufführen, die längst nicht mehr im Reichstag vertreten sind, eher bloße Anwesenheitsverzeichnisse der Reichstage als autorisierte Urkunden, aus denen jemand einen unbezweifelbaren Rechtstitel ableiten kann. Aus der Verschiedenheit der Matrikel kann man auch folgern, daß es in dieser frühen Zeit keine feste Zahl der Stände gegeben habe, vielmehr jeder auf dem Reichstag erscheinen konnte, der sich entweder an Macht oder an Klugheit für bedeutend im Staate hielt.“ Zur weiteren Entwicklung der Ständeordnung bis auf seine eigene Zeit hin befindet der Autor: „Später sind dann allmählich die Schwächeren, denen die Sorge um ihre privaten Angelegenheiten nicht erlaubte, sich für die öffentlichen Aufgaben freizuhalten, weggeblieben, andere durch mächtigere Stände ausgeschlossen worden, bis man schließlich die heutige Zahl erreicht hat.“ Den ganzen Bestand der Reichsstände zu referieren, hält Pufendorf nicht zuletzt deshalb für vergebens oder zumindest für unnötig; es genüge, die größten und wichtigsten Reichsglieder aufzuzählen.
In Pufendorfs Reihenfolge und Terminologie werden die folgenden Stände zur Sprache gebracht, wobei auch allgemeine wie besondere Angaben etwa zu politischer Stellung und Geschichte der jeweiligen Herrschaft gemacht werden:
- Das Haus Österreich (§ 3), im Anschluss eine Untersuchung von dessen römisch-deutschem Kaisertum (§ 4).
- Die Pfalzgrafen bei Rhein und die Herzöge von Bayern (§ 5).
- Die Herzöge von Sachsen (§ 6).
- Die Markgrafen von Brandenburg (§ 7).
- Die Herzöge von Braunschweig und Lüneburg, der Herzog von Württemberg, der Landgraf von Hessen, die Markgrafen von Baden und die Herzöge von Holstein. (§ 8).
- Die so genannten „neuen“ Fürsten, die auf Betreiben Kaiser Ferdinands II. Sitz und Stimme im Reichstag erhielten, die Fürsten von Hohenzollern, Eggenberg, Nassau-Hadamar und -Dillenburg, Lobkowitz, Salm, Dietrichstein, Auersberg und Piccolomini (§ 9).
- Die Geistlichen Fürstentümer, soweit sie nicht protestantisch geworden sind: die Kurfürsten von Mainz, Trier und Köln, die Erzstifte Salzburg und Besançon, der Hochmeister des Deutschen Ordens und die 22 Hochstifte im Reich. Danach folgen die Fürstäbte, der Großmeister der Johanniter sowie die schwäbischen und rheinischen Prälaten (§ 11).
- Die Wetterauer, Schwäbischen, Fränkischen und Westfälischen Grafen und Freiherren, 35 davon werden genannt (§ 12).
- Die freien und die Reichsstädte (§ 13).
- Die Reichsritter des Fränkischen, Schwäbischen und Rheinischen Ritterkreises und die mittelbare Ritterschaft. (§ 14).

Schließlich spricht Pufendorf am Ende des Kapitels noch die Einteilung des Reiches und seiner Stände in Kreise an (§ 15), die durch Kaiser Maximilian I. im Jahre 1512 vorgenommen wurde. Sein abschließendes Urteil zu diesen: „Die Einteilung dient vornehmlich der leichteren Wahrung des Landfriedens und der Vollstreckung der Urteile gegen widerspenstige Stände. […] Daß diese Einteilung zur Uneinigkeit Deutschlands beiträgt, da die Übel, die einen Kreis bedrohen, die übrigen nur wenig berühren, ist zumindest nicht unwahrscheinlich.“

### Kapitel III
De origine Statuum Imperii, et quibus gradibus ad istam potentiam ascenderint
Wichtig für die genaue Kenntnis der Verfassung des Reiches sei, so Pufendorf zu Beginn des dritten Kapitels, dass man die Entstehung der bedeutenden Machtstellung der Stände untersuche, denn ohne diese Betrachtung sei hernach nicht zu verstehen, wie die irreguläre Staatsform des Reichs zustande komme.
Pufendorf geht in seiner Untersuchung wiederum bis auf die Zeit der germanischen Stämme zurück. Während der späteren Herrschaft der Franken wurden in den unterworfenen Gebieten des späteren Deutschlands erstmals Grafen und Herzöge als Verwalter und Statthalter eingesetzt. Dazu Pufendorf weiter: „Genaugenommen hatten all diese nur die Gewalt von Beamten. Im Laufe der Zeit ließen sich die Herzöge, nachdem sie auf Lebenszeit eingesetzt waren und das Amt meist von den Vätern auf die Söhne überging, die hervorragende Gelegenheit nicht entgehen, ihre eigene Macht zu festigen; sie begannen, die Autorität der Könige weniger zu achten und die ihnen anvertrauten Provinzen als erblichen Besitz zu betrachten.“ Diesen Missbrauch charakterisiert Pufendorf sogleich als großen Fehler seitens der fränkischen Könige: „Nun ist für Monarchen kein Fehler verderblicher, als wenn sie solche Verwaltungsämter erblich werden lassen, […] [denn] wenn ein Herr allen seinen Dienern die Freiheit schenkt, muß er sich schließlich selbst die Schuhe putzen.“ An dieser Stelle thematisiert der Autor die Problematik dieser Entwicklung ausführlicher und nimmt zugleich Stellung innerhalb des zeitgenössischen gelehrten Diskurses um das selbige Thema.
Zunächst sei diese problematische Entwicklung jedoch unter Karl dem Großen wieder zurückgedrängt worden (§ 3). Er löste die Herzogtümer auf und verteilte das Land neu. Die Provinzen bzw. Bezirke des Reichsgebiets – Pufendorfs Terminologie ist hier uneinheitlich – übertrug er Grafen zur Verwaltung, die dieses Amt „nicht ewig und nicht erblich“ ausüben sollten. Nach Karls Tod jedoch wiederholte sich die Geschichte nach Meinung Pufendorfs und die Herrschaft der königlichen Vasallen wurde wieder erblich, genauso wie erneut Herzogtümer aus mehreren Grafschaften entstanden. „Die Herzöge, ehrgeizig wie alle Menschen, nützten klug die Gelegenheit, ihre Macht zu festigen, während die Autorität der fränkischen Herrscher immer mehr schwand und innere Zwietracht ihre Macht zerstörte. Vor allem Otto, der Herzog der Sachsen, […] wurde so mächtig, daß ihm zur Königsherrschaft nur noch der Titel fehlte. Deshalb bewog König Konrad I., nach vergeblichen Bemühungen, Heinrich von Sachsen [den Sohn Ottos] zu unterwerfen, auf dem Sterbebett die Großen [des Reichs], diesem die Königswürde zu übertragen; denn er hielt es für klüger, freiwillig zu geben, was ihm mit Gewalt weggenommen werden konnte, und verhinderte so die Trennung Sachsens vom deutschen Reich.“
Doch mit derartiger Willfährigkeit auf Seiten der Könige, begann die Geschichte des Reichs in Pufendorfs Augen einen unglücklichen Verlauf zu nehmen (§ 4): „Da die einmal gewonnene Macht der Fürsten nicht zerstört werden konnte ohne die Zerrüttung ganz Deutschlands und vielleicht nicht ohne den Untergang derer, die das versuchten, hielten es die Könige für ratsamer, den Besitz der Fürsten zu bestätigen, zumal sie ohne diese Bedingung nicht zur Herrschaft gekommen wären. Die Fürsten nahmen dafür ihre Gebiete vom Kaiser zu Lehen und leisteten ihm und dem Reich den Treueid.“ Seither betrachtete man jeglichen Besitz der Fürsten als Lehensbesitz und die Fürsten als Vasallen, auch wenn dieser Titel sie, aufgrund seines Zustandekommens, in keiner Weise in ihrer Würde und ihrem Ansehen schmälerte. Das eigentliche Problem dieses als oblatio feudorum bezeichneten, historisch nicht belegbaren Vorgangs besteht darin, dass die Fürsten auf diese Weise nicht effektiv in die Pflicht genommen werden konnten. Pufendorfs Urteil dazu: „Wer aber Besitzungen, die ihm schon gehörten, von einem anderen nachträglich zu lehen nimmt, der schließt einen ungleichen Bundesvertrag mit dem ab, den er als Lehensherrn anerkennt und dessen Hoheit er willig zu achten sich verpflichtet.“ Dieses ungleiche Verhältnis zwischen König bzw. Kaiser und Vasallen bzw. Fürsten war für Pufendorf der zentrale Missstand, seine Entstehung der „Sündenfall“ der deutschen Verfassungsgeschichte. Aus ihm erkläre sich das Missverhältnis zwischen den weitreichenden Befugnissen der Fürsten und der schmalen Machtposition der kaiserlichen Gewalt, selbst wenn Pufendorf für diese Theorie, auch nach eigenem Bekunden, nie historische Belege liefern konnte.
Die folgende für die Geschichte des Heiligen Römischen Reichs prägende Konstellation war schon für Pufendorf Konsequenz der verfassungsgeschichtlichen Weichenstellungen der oblatio feudorum: „besaß ein Kaiser eine große Hausmacht und stand er im Ruf hervorragender Tüchtigkeit, konnte er auf den Gehorsam der Fürsten zählen; die Herrschaft von schwachen und mutlosen Kaisern war dagegen von ihrer Gnade abhängig.“ Versuche von Herrschern, die Macht ihrer eigenen Vasallen zu brechen oder zu verringern, waren in der Folge zumeist vergebens.
Die Paragraphen 5–10 widmen sich schließlich der Entwicklung der Machtstellung der Fürstbischöfe sowie derjenigen der Reichsstädte. So behandelt Pufendorf einerseits kurz die Entwicklung bis zum Investiturstreit und erläutert seine Auffassung, dass die Bischöfe ihren Reichtum vor allem der kaiserlichen Freigiebigkeit zu verdanken hätten (§ 7), was diese den Kaisern wiederum schlecht dankten, indem sie deren Position untergrüben (§ 8). Die politische Stellung der reichsunmittelbaren Städte hingegen sei seit dem Erlöschen der letzten städtischen Handelsbündnisse verfallen (§ 9), ebenso wie die kaiserliche Herrschaft über jene (§ 10).

### Kapitel IV
De capite Imperii Germanici, Imperatore; ubi de electione et Electoribus
Das vierte Kapitel befasst sich mit der Geschichte des römisch-deutschen Kaisertums, der Kaiserwahl und den Kurfürsten. Seit der Zeit Karls des Großen habe das Reich ein Oberhaupt, weshalb man es, obgleich aus vielen und zum Teil mächtigen Gliedstaaten bestehend, immer als einen einheitlichen Staat betrachtete.
Seit Karl und seinen Nachfolgern, so Pufendorf, müsse man römisches Kaisertum und fränkisches Königtum unterscheiden: Das römische Kaisertum erhielt er „durch übereinstimmenden Beschluß des römischen Volkes und des Papstes.“ Die Kaisererhebung habe wohl eher den Charakter einer feierlichen Einsetzung gehabt, weshalb nicht von einer Wahl und deshalb auch von der Erblichkeit des Kaisertitels unter Karls Nachfahren ausgegangen werden könne. Im Frankenreich konnte man dagegen weder von einer reinen Erb- noch von einer Wahlmonarchie sprechen, hier sei ein gemischtes Verfahren zur Anwendung gekommen, in welchem die Vornehmen (der Adel) und das Volk den geeigneten Kandidaten aus der Nachkommenschaft des Königs per acclamationem zum König erhoben. Im Fränkischen Reich behielt man dieses Wahlverfahren im Großen und Ganzen vorerst bei, wobei auf die Annahme des Kaisertitels unterdessen verzichtet wurde. Erst mit Otto dem Großen und seiner Unterwerfung Italiens nahmen alle deutschen Könige zugleich den Titel eines römischen Kaisers an, die Krönung durch den Papst habe nunmehr nur zeremonielle Bedeutung gehabt. Mit der Regierungszeit Heinrich IV. (1056–1105) sei die erbliche Thronfolge im Reich dann jedoch allmählich erloschen.
Während die Wahl früher also durch das ganze Volk geschah, wobei die Meinung der Fürsten wohl schon immer den Ausschlag gegeben habe, wählen schon „seit einigen Jahrhunderten aber […] den Kaiser ausschließlich die sieben und nach dem Osnabrücker Frieden die acht bedeutendsten Fürsten, die deshalb Kurfürsten genannt werden.“ Dies sind die drei Erzbischöfe von Mainz, Köln und Trier, die so genannten geistlichen, sowie die fünf weltlichen Kurfürsten (der König von Böhmen, die Herzöge von Bayern und Sachsen, der Markgraf von Brandenburg und der Pfalzgraf bei Rhein). Im Folgenden diskutiert Pufendorf einige Ansichten zu der Frage, zu welchem Zeitpunkt und auf welche Art sich das Vorrecht der Wahl etabliert habe: Etwa von 1250 bis um das Jahr 1500 habe man geglaubt, dass Kaiser Otto III. und/oder Papst Gregor V. die Kurfürsten eingesetzt hätten. Dieser Auffassung habe ein gewisser Onuphrius Panvinius widersprochen – wobei ihm jeder einsichtige Deutsche in seiner Argumentation zustimmen müsse, dass „diese Constitutio Ottos oder Gregors bis heute niemand gefunden hat und alle Schriftsteller in den 240 Jahren von Otto III. bis zur Zeit Friedrichs II. darüber schweigen.“ Der Erste der die Kurfürsten erwähne sei Marinus Polonius (Pufendorf meint vermutlich Martin von Troppau), der – obgleich auch seine Aussagen nicht über alle Zweifel erhaben seien – für die Zeit nach Otto von einer Königswahl durch die „Beamten“ des Reiches spricht. Dies könne man entweder so verstehen, dass die Inhaber der bedeutendsten Hofämter die größten Herrschaften des Reichs erhalten haben oder vice versa deren Herrscher die Ämter erhielten. Dessen ungeachtet könne trotzdem niemand glaubhaft leugnen, dass in der deutschen Frühzeit alle Fürsten bei der Königswahl teil hatten. Hierzu merkt Pufendorf an, dass es unwahrscheinlich sei, dass die übrigen Fürsten (außer den sieben späteren Wählern) ihr Wahlrecht auf ein Mal und freiwillig abgegeben hätten.
Es habe sich deshalb bei Kennern der deutschen Geschichte die Auffassung durchgesetzt, „schon vor der Zeit Friedrichs II. hätten die sieben Fürsten wegen ihrer Reichsämter und der Größe ihres Herrschaftsgebietes allmählich bei den Kaiserwahlen die übrigen Fürsten an Einfluß übertroffen.“ Dieser Brauch wäre durch die Wirren der Zeit hindurch üblich und zur Gewohnheit geworden, bis schließlich die Goldene Bulle (1356) den Wahlmodus und die herausgehobene Stellung der wahlberechtigten Fürsten feierlich feststellte. Letztere verband die Reichs- bzw. Hofämter, die Kurwürde und den Besitz der größten Reichslehen dauerhaft miteinander, sodass die Herren der entsprechenden Territorien seither zugleich rechtmäßig Kurfürsten sind (§4). Pufendorf erläutert anschließend, wie die Kurfürsten in ihre jeweilige Stellung gelangen: die geistlichen Kurfürsten durch die Wahl durch ein Domkapitel (wobei für die Kaiserwahl die sonst notwendige päpstliche Bestätigung eines Erzbischofs (noch) nicht vorliegen muss) und die weltlichen Kurfürsten ausnahmslos durch die „agnatische Linealerbfolge [lat. successio linealis] mit der Bedingung, daß weder die Kurwürde noch die Kurlande geteilt werden dürfen.“ Bei Neueinrichtung einer Kurwürde oder der Absetzung eines Kurfürsten eines Deliktes wegen sei der Kaiser nach Pufendorf laut Gesetz und Herkommen nicht frei in seiner Entscheidung, sondern müsse die Reichsstände oder zumindest die Kurfürsten einbinden – wobei er sich bewusst ist, dass die vergangenen Jahrhunderte Gegenbeispiele lieferten.
In Paragraph 5 des vierten Kapitels beschreibt Pufendorf den Ablauf der Königs- bzw. Kaiserwahl, entsprechend den Bestimmungen der Goldenen Bulle, Kap. II und IV (siehe dort bzw. die Onlineversion in den MGH). §6 behandelt knapp die Frage der Möglichkeit der Absetzung eines einmal Gewählten durch die Wähler. Der folgende Paragraph widmet sich weiteren Vorrechten der Kurfürsten: das Recht, sich ohne Monarch zu versammeln und Reichsangelegenheiten zu beraten, sowie die mit ihren Reichsämtern verbundenen Aufgaben, so die Erzkanzlerämter der drei Erzbischöfe und die Ämter als Erzschenk (Böhmen), Erztruchseß (Bayern), Erzmarschall (Sachsen), Erzkämmerer (Brandenburg) und Erzschatzmeister (Pfalzgrafschaft).
Der vorletzte, achte Paragraph erläutert kurz die Regelungen und Rechte, die mit dem Reichsvikariat verbunden sind, und behandelt einige historische Konflikte um den Besitz dieses kurfürstliche Vorrechts. Im knappen §9 wird die Praxis thematisiert, dass dem römisch-deutschen Kaiser bisweilen noch zu Lebzeiten ein „römischer König“ beigegeben wird. Diese Regelung sei dazu gedacht, dass der König als „Generalvikar“ das Reich in Abwesenheit, bei Verhinderung oder plötzlichem Versterben des Kaisers regieren könne (z. B. zur Sicherheit in politisch unruhigen Zeiten), was Pufendorf zufolge jedoch schon immer nur Vorwand gewesen sei. „Der wahre Grund war, […] daß die Kaiser leichter zu ihren Lebzeiten ihren Söhnen, Brüdern oder nahen Verwandten die Nachfolge sichern konnten, wenn sie sich als Inhaber der obersten Reichsgewalt für sie verwendeten.“

### Kapitel V
De potestate Imperatoris limitata per capitulationem, leges atque consuetudines Imperii et iura Ordinum
Das fünfte Kapitel der Schrift handelt von den Beschränkungen durch die Wahlkapitulationen, die Gesetze und Gebräuche des Reiches und die Rechte der Reichsstände, denen die kaiserliche Machtstellung unterliegt. Auf Grund der erworbenen Stellung der Fürsten des Reichs, könnten die Könige in den Reichsgeschäften nicht mehr so regieren, wie es ihnen beliebte und müssten über die ihnen eigentlich untergeordneten Reichsfürsten mehr durch ihr Ansehen als etwa per Befehlsgewalt herrschen. Schon in der Königswahl ist dieses Verhältnis mit der Zeit verankert worden in Form der (Wahl-)Kapitulation. Wenn in der Goldenen Bulle von der Pflicht des gewählten Kaisers gesprochen wird, die Rechte, Freiheiten und Pflichten der Kurfürsten zu bestätigen, so ist das nach Pufendorf von einer Wahlkapitulation zu unterscheiden, da eine solche sich auf die Freiheiten des gesamten Reichs beziehe und erstere Pflicht lediglich eine Sonderbestimmung für die Wahlfürsten sei. Vor der Herrschaftszeit Karls V. sei jedenfalls kein Beispiel für eine Wahlkapitulation nachgewiesen.
Die Wahlkapitulationen wurden fürderhin von den Kurfürsten allein und ohne Beteiligung der anderen Reichsfürsten ausgearbeitet. In den Westfälischen Frieden wurde dann eine Bestimmung aufgenommen, dass eine capitulatio perpetua, also eine „ständige Wahlkapitulation“ erarbeitet werden solle, die jeden gewählten Herrscher an dieselben Grundsätze seiner Herrschaft binden sollte. Pufendorf dazu: „Diese Formel bedeutet auf gut deutsch, die Angelegenheit für eine unbestimmte Zeit zu verschleppen. Doch habe ich bei meinem Aufenthalt in Regensburg erfahren, daß man sich ernsthaft mit dieser Sache befasse und keine Anstrengung gescheut habe, Papier zu verbrauchen.“ Daraufhin berichtet er von den möglichen, verschiedenen Bedenken hinsichtlich des Erlasses einer solchen Kapitulation. „Überhaupt entspreche es nicht deutschen Gepflogenheiten, jemandem sein Recht, auf welche Weise er es auch immer erworben habe, durch Gewalt oder Komplott zu nehmen. Außerdem, wenn auch die Forderung der übrigen Stände berechtigt sei, bei der Kapitulation gleichermaßen wie die Kurfürsten berücksichtigt zu werden, könne man kaum eine Formel finden, die nicht irgendwann bei veränderten Verhältnissen der Korrektur bedürfe.“
In §3 befindet Pufendorf, dass es eine für das Reich heilsame Einrichtung sei, dass die kaiserliche Machtstellung positiv-rechtlich fixiert ist. Es festige die Stellung der Reichsstände und schütze ihre Rechte, die der Kaiser nur durch Rechtsbruch schmälern könne, und ebenso profitiere davon der Kaiser, der seine Herrschaft unter klaren Bedingungen antreten kann und bei deren Nichteinhaltung er entweder die Königswürde ablehnen oder eine Änderung der Wahlkapitulation verlangen könne. Hat er jedoch einmal in die quasi vertragsrechtliche Beschränkung seiner Macht eingewilligt, dann könne er keine vollständige monarchische Gewalt über die Stände mehr anstreben, da dies einen Rechtsbruch darstellen würde, auf dessen Grundlage die Reichsfürsten den Gehorsam und die Gefolgschaft wohl versagen dürften. Für Pufendorf stellt diese Situation aber keinen Widerspruch dar: „Nur die besonders scharfsinnigen Lehrer der Politik sehen freilich, daß es daneben auch eine Herrschaftsgewalt gibt, wie sie dem Oberhaupt eines Staatenbundes zusteht, die sich von der Herrschaftsform der königlichen Vollgewalt unterscheidet.“

### Kapitel VI
De forma Imperii Germanici
Das sechste ist sozusagen das zentrale Kapitel der Schrift, hier beginnt der systematische Teil der Untersuchung. Darin beschäftigt sich Pufendorf schließlich unmittelbar mit der Frage der Staatsform des Reiches. Einleitend stellt er bereits fest, dass man die Beschaffenheit, die Qualität eines „moralischen Körpers“ (i.e. eines Staates) danach als stark oder schwach beurteilt, ob seine Teile untereinander richtig verbunden sind oder nicht – ob der Staat also eine geordnete Struktur hat oder etwas „Irreguläres“ und „Monströses“ darstellt.

Die bisherigen Untersuchungsergebnisse hätten dabei deutlich gemacht, dass das Reich etwas enthält, das seine Zuordnung zu den bekannten Staatsformen unmöglich macht. Diese Stelle nutzt Pufendorf wiederum zur Kritik an seinen Vorgängern in der Reichspublizistik: Man müsse der Frage nach der Staatsform des Reiches mit besonderer Sorgfalt nachgehen, „weil die meisten deutschen Schriftsteller aus Unkenntnis der Lehre von der Politik darüber die schlimsten Irrlehren verbreitet“ haben.
Soweit zur Einleitung. § 2 des Kapitels widmet sich zuerst der Staatsform der Reichsstände. Sein Urteil ist hier eindeutig: Alle weltlichen und geistlichen Territorien bzw. Fürstentümer und Grafschaften sind Monarchien, wobei der Thron in den ersteren durch Erbfolge in letzteren durch Wahl besetzt wird. In den weltlichen Herrschaften ist die monarchische Gewalt absolut, in den geistlichen Herrschaften durch Wahlkapitulationen beschränkt. Die Reichsstädte sind in aller Regeln Aristokratien. Ihr Souverän ist der Senat, in den Bürger aufgenommen werden können, ohne dass die Bürgerschaft der ganzen Stadt diesen kontrollieren könnte. Manche Reichsstände jedoch seien demokratisch verfasst, weil die dortigen Zünfte den Stadtrat bestellen und ihn kontrollieren.

#### Staatsformdebatte

##### Das Reich als Demokratie
Welche Staatsform das Reich im Ganzen aber hat (§ 3), ist in der akademischen Debatte umstritten, so Pufendorf. Niemand habe es bisher als Demokratie bezeichnet, auch wenn manche – hier hebt Pufendorf offensichtlich auf die Reichstheorie Conrings ab – die Reichsstände als Bürger des Reiches ausgeben; ein Aristotelismus, der den antik-griechischen „Politik“-Begriff aufgreift. In diesem (eher ungewöhnlichen) Blickwinkel erschiene der Kaiser dann als princeps im Wortsinne. Pufendorf lehnt eine solche Verwendung antiker Begrifflichkeiten in seiner Zeit jedoch ab, u. a. weil es unhaltbar sei, den freien Männern, die Untertanen einer Monarchie oder Aristokratie sind, den Titel eines Bürgers abzusprechen, nur weil sie nicht an der Regierung des Staates teilhaben.

##### Das Reich als Aristokratie
Die meisten in der politischen Lehre kundigen Denker bezeichnen das Reich als reine Aristokratie, so Pufendorf in § 4 des Kapitels. Für diese Auffassung führen sie folgenden Gründe an:
- Man dürfe sich von Titeln, die auf eine monarchische Staatsform hindeuten, nicht täuschen lassen: In Wirklichkeit seien in einem jedem Staat und auch im Reich nur diejenigen souverän, die das Recht haben, über die Staatsangelegenheiten nach eigenem Gutdünken zu entscheiden.
- Der aristokratischen Staatsform widerspreche es ferner nicht, dass es in ihr ein Oberhaupt gibt, das an Rang und Autorität die übrigen Aristokraten übertrifft und dem beispielsweise die Leitung der Staatsgeschäfte (und nicht die Herrschaft) zukommt.
- Außerdem müsse man zwischen der Staatsform und der Regierungsweise unterscheiden. So kann ein Staat einem der Staatsform nach Verschiedenen in seiner Regierungsweise ähneln. Im Beispiel: Muss ein König die Regierungsgeschäfte mit einem Senat absprechen, so wird aus dem betreffenden Staat noch keine Aristokratie, er bleibt eine Monarchie. Falls eine Demokratie einen obersten Beamten hat, in dessen Namen die Gesetze erlassen werden, so bekommt die Regierung zwar einen monarchischen Anschein; die Staatsform ist jedoch weiterhin demokratisch, wenn die Souveränität, also das Recht, die Staatsangelegenheiten nach eigenem Gutdünken zu bestimmen, beim Volke verbleibt.

| Souverän |              |
| Einer    | Monarchie    |
| Wenige   | Aristokratie |
| Alle     | Demokratie   |

Pufendorf entscheidet diese Debatte für sich folgendermaßen: „Die verschiedenen Staatsformen entstehen daraus, daß der Träger der Souveränität entweder eine einzige Person [Monarchie] oder eine Versammlung aller [Demokratie] oder weniger [Aristokratie] ist. Welcher untergeordneten oder ausführenden Organe sich aber der Souverän bedient, spielt dabei keine Rolle.“
Diese Überlegungen können, Pufendorf zufolge, jedoch niemanden überzeugen, der wirkliche Kenntnis der Lehre von der Politik besitzt (§ 5). Die Voraussetzung für das Vorliegen einer Aristokratie sei nämlich, dass es im Staate einen ständigen Senat gebe, der über alle Staatsangelegenheiten unabhängig berät und beschließt, während die Ausführung der Staatsgeschäfte an ihm verantwortliche Beamte delegiert ist. Einen solchen Senat kenne das deutsche Reich jedoch nicht: Weder das Reichskammergericht noch der Reichstag werden diesen Kriterien gerecht. Es sei insbesondere einfältig, gerade den Reichstag und seine Mehrheitsbeschlüsse für Anzeichen einer aristokratischen Staatsform zu halten, da auch in anderen Königreichen solche Räte existierten. Ferner halten Bundesgenossen gemeinsame Bundestage (comitia) ab, die eine ähnliche Gewalt über die Bündner haben, wie die Reichstage über die Reichsstände. Überhaupt sei es ein Zeichen einer echten Aristokratie, dass der Senat allen Senatoren bzw. Aristokraten übergeordnet ist und letztere ihm gehorsam schuldig sind; dies sei im Reich, und speziell in Bezug auf den Reichstag, jedoch ganz und gar nicht der Fall.

##### Das Reich als Monarchie
Schließlich untersucht Pufendorf, ob sich das Reich als Monarchie charakterisieren lässt (§ 6). Zunächst unterscheidet er zwei Arten der Monarchie: die absolute und die beschränkte Monarchie. In der absoluten Monarchie hat der König (o.a.) die Befugnis, nach eigenem Ermessen über die wichtigsten Staatsangelegenheiten zu entscheiden (vgl. hierzu den Artikel Monarchie). In der beschränkten Monarchie ist der Herrscher in Ausübung seiner souveränen Staatsgewalt an bestimmte Gesetze gebunden.
Ein völliger Irrtum wäre es in diesem Zusammenhang allerdings, dem römisch-deutschen Kaiser absolute Herrschaftsgewalt zuzuerkennen. Die Argumente, die für diesen Standpunkt vorgebracht werden, seien der Widerlegung gar nicht wert, so Pufendorf. „Denn es ist gleichermaßen absurd, die Gewalt des deutschen Kaisers aus der Vision des Daniel oder aus den Büchern des römischen Rechts herleiten zu wollen.“ (Mit dieser Aussage wendete sich Pufendorf insbesondere gegen die beiden wichtigsten Argumente der älteren cäsarinischen Reichspublizistik, welche einerseits die geschichtstheologische Reichsidee vertrat, dass das Heilige Römische Reich die letzte der so genannten vier Weltmonarchien sei und andererseits die daraus abgeleitete Auffassung propagierte, dass eben dies Reich mit dem Imperium Romanum identisch wäre, weshalb dessen spätantikes Kaiserrecht auch für das Römisch-deutsche Reich Geltung besitze). Die Feststellung, dass der Kaiser des Weiteren keinen Herrn über sich anerkenne (außer Gott), überträgt ihm ebenso wenig die absolute Herrschaft über die Fürsten des Reiches. Die leeren Titel, welche Letztere dem Kaiser entgegenbringen, entsprängen lediglich dem Zeitgeist und sei es ohne wirklich Bedeutung. Letztendlich beschwören die Reichsstände dem Kaiser die Treue nur vorbehaltlich ihrer Freiheiten und Rechte.
Es bleibt Pufendorf noch zu erörtern (§ 7), ob man die Herrschaft des Kaisers, wenn schon nicht eine absolute, dann wenigstens eine beschränkte Monarchie nennen kann, wie sie oben definiert worden ist. An dieser Stelle führt Pufendorf jedoch zuvörderst eine Auseinandersetzung mit Hippolithus a Lapide, eigentlich Bogislaw Philipp von Chemnitz, einem extrem reichsständisch gesinnten Reichspublizisten seiner Zeit, welcher zudem der Antagonist Dietrich Reinkingks war, der die Lesart der Reichsverfassung als beschränkte Monarchie am entschiedensten vertreten hat.

Im Großen und Ganzen stimmt ihm Pufendorf zunächst bei, obgleich er Hippolithus/Chemnitz auch viele Irrtümer und Verfehlungen attestiert. Chemnitz nehme dem Kaiser zu Recht die Souveränität und schreibe sie den Ständen zu. Absurd in seinem weiteren Vorgehen sei jedoch, den Kaiser darauf den Ständen zu unterwerfen und aus ihm einen ständischen Beamten zu machen. Dies lasse die Auffassung vermuten, dass ein Staat notwendig eine Aristokratie sein müsse, sobald er nicht absolute Monarchie ist! Auch muss niemand einen Oberherrn anerkennen, nur weil er nicht unbeschränkt herrschen kann. Einige von Chemnitz’ antimonarchischen Erwägungen bedürfen jedoch der genaueren Untersuchung:
- Die offensichtliche Souveränität der Reichsstände während eines Interregnums ist ihm zuerst Anlass, diesen die ständige Obergewalt im Staate zuzuschreiben. Pufendorf entgegnet dem, dass dies gängige Praxis in allen Königreichen sei und dem darum allein noch keine Beweiskraft zukomme.
- Auch dass die Kaiser vor den Ständen Rechenschaft ablegen für ihre herrschaftlichen Akte könne noch nicht als Zeichen ihrer Untertänigkeit gegenüber den Letzteren gewertet werden, da dies auch einfach nur aus vertraglicher Verpflichtung oder Wertschätzung geschehen kann.
- Dass die Fürsten des Reiches den Kaiser absetzen können (wie es Chemnitz befindet), wäre ebenso kein Zeichen ihrer Herrschaft über den Monarchen, da auch dies – wie auch die kaiserliche Herrschaft selbst – Gegenstand einer vertraglichen Einrichtung zwischen Gleichen sein könnte, womit das Argument seine zwingende Beweiskraft verliert.[53]
- Die Ausführungen Chemnitz zum Reichstag seien sachlich korrekt, beweisen jedoch nicht, was er behauptet: So könne der Kaiser zwar nichts gegen die Stände beschließen, jedoch sind diese ebenso wenig in der Lage, etwas gegen den Willen des Kaisers ausrichten bzw. ihn zu etwas zwingen! Es wäre auch richtig, dass die Kurfürsten dem Kaiser in der königlichen Wahlkapitulation vorschreiben, wie er zu regieren habe, doch schaffen sie dies nicht kraft einer etwaigen Herrschaft über ihn, sondern mittels eines Vertrags mit ihm. So entspringen die Befugnisse der Stände gegen den Kaiser aus der Natur des Vertrags und nicht aus ihrer Herrschaftsgewalt.
- Schließlich kann Pufendorf auch das weit verbreitete Argument nicht überzeugen, dass der Kaiser nach altem und durch die Goldene Bulle bestätigtem Reichsrecht vor dem Pfalzgrafen verklagt werden kann. Dieser Rechtssatz beruhe nämlich nicht auf einem Unterordnungsverhältnis des Kaisers gegenüber dem Pfalzgrafen oder seinem Gericht, sondern auf freiwilliger Zustimmung des Herrschers, strittige Rechtsfälle gerecht und rechtmäßig entscheiden zu lassen.

Somit sind die meisten Argumente Bogislaw Philipps von Chemnitz nach Pufendorf leicht zu widerlegen. Im Gegenzug komme denjenigen mehr Gewicht zu, die das Reich als beschränkte Monarchie beschreiben (§ 8). Die Mischverfassungslehre dagegen sei abzulehnen, „denn abgesehen davon, daß eine Mischung von Staatsformen nur ein Monstrum von Staat hervorbringen kann, paßt keine auf das deutsche Reich. Denn in ihm haben weder mehrere ungeteilt die Souveränität, noch sind deren Bestandteile auf verschiedene Personen oder Kollegien verteilt.“ In dieser Ablehnung der seinerzeit und noch Jahrzehnte später in der Staatsrechtslehre aktuellen Mischverfassungstheorie greift Pufendorf anscheinend Ansätze des frühen Reichspublizisten Henning Arnisaeus auf, der zu Beginn des 17. Jahrhunderts verschiedene Typen von gemischen Verfassungen thematisiert hatte und ein Modell favorisierte, dass Bestandteile der Staatsgewalt auf verschiedene Instanzen verteilte.
Die Anhänger der beschränkten Monarchie behaupten jedenfalls, so Pufendorf, dass die Vorschriften der königlichen Wahlkapitulationen mit dem Modell beschränkter souveräner Monarchie vereinbar wären. Dass die Reichsstände dem Kaiser zugleich die Treue schwörten, könne dann dadurch erklärt werden, dass sie dem Kaiser den Gehorsam vorbehaltlich dessen versprechen, dass er über ihren Dienst nur zum gemeinen Wohl und im Rahmen der Reichsgesetze verfüge.
Nach Pufendorf stehen jedoch zwei Tatsachen gegen eine Einordnung des Heiligen Römischen Reiches als monarchia limitata: „In einer echten Monarchie steht der König, auch wenn er in seiner Regierung an bestimmte Gesetze gebunden ist, doch so hoch über allen Bürgern, daß niemand seine Freiheiten und Rechte der königlichen Gewalt gleichzustellen wagt […]. Dies ist bekanntlich in Deutschland nicht der Fall“, weil kein Reichsstand bereit wäre einzuräumen, dass sein Land dem Kaiser mehr untertan sei als ihm. Außerdem bleibt auch „einem noch so beschränkten Monarchen […] letztlich die Lenkung und Verwendung aller Kräfte des Staates vorbehalten“. Dass das für das Reich ebenfalls nicht zutrifft, zeige erstens, dass der Kaiser keinerlei Einkünfte vom Reich erhalte, sondern sich aus eigenem Besitz unterhalten müsse; zweitens, dass es weder Staatsschatz noch ein ständiges Reichsheer gebe, sondern jeder Stand nur nach Gutdünken das Reich militärisch unterstütze u. v. m.

#### Monstrositätsthese
Aus diesem Grunde, weil das Reich weder Demokratie, noch reine Aristokratie oder eine Reinform der Monarchie sei, bliebe nichts anderes übrig, als das Heilige Römische Reich,
„wenn man es nach den Regeln der Wissenschaft von der Politik klassifizieren will, einen irregulären und einem Monstrum ähnlichen Körper zu nennen“.
Der ganze Absatz im lateinischen Original:
„Nihil ergo aliud restat, quam ut dicamus, Germaniam esse irregulare aliquod corpus et monstro simile, siquidem ad regulas scientiae civilis exigatur“.
Diese theoretische Bestimmung der deutschen Verfassung ist Pufendorf zufolge deshalb notwendig, da sich das Reich, (1.) durch die „fahrlässige Gefälligkeit der Kaiser“ gegenüber den Fürsten, (2.) durch den damit korrelierenden Ehrgeiz der Reichsstände (die nach Eigenständigkeit streben) und (3.) durch die „Machenschaften der Geistlichen“, von einer reinen Monarchie zu einer sehr unausgewogenen Staatsform entwickelt hat.

Dieser Klassifizierung liegt Pufendorfs Staatsformenlehre zu Grunde, die eine frühneuzeitliche Adaption der aristotelischen Staatsformenlehre darstellt, indem die Staatsform dadurch bestimmt wird, welcher soziopolitischen Instanz (König, Volk etc.) die Souveränität zugeordnet ist. Da er im Bezug auf das deutsche Reich jedoch feststellen musste, dass die Souveränität, also die Befugnis, über die zentralen Staatsangelegenheiten nach eigenem Ermessen zu entscheiden, keinem Staatsorgan, weder dem Kaiser, noch den Kurfürsten oder den Reichsständen in ihrer Gesamtheit, ungeteilt zukommt, fällt die Reichsverfassung sprichwörtlich „aus der Reihe“: Es ist kein Idealtypus, keine Staatsform in ihrer Reinform, auf das Reich anzuwenden – sie „passen nicht“. Deshalb beschreibt Pufendorf das Reich als „irregulären Körper“, gerade weil es der Regel nicht entspricht. In eben diesem Sinne ist auch die Bezeichnung als „Monstrum“ bzw. „monströs“ zu verstehen: Er wollte dem Reich damit weder die Staatlichkeit absprechen, noch es gar als Unform oder staatliche Missgeburt abqualifizieren. Bei den Charakterisierungen als „irregulär“ und „monströs“ handelte es sich vielmehr um Urteile aus verfassungsrechtlicher Perspektive im Hinblick auf die idealtypischen Kategorien der Verfassungsformenlehre.

In staatstheoretischer Hinsicht betrachtet Pufendorf das Reich dagegen durchaus nicht als „Monstrum“. Dies wird im unmittelbaren Anschluss an die Monstrositätsthese deutlich, wenn er beschreibt, welche Folgen die disharmonische Verfassungsstruktur für die Staatsform des Reiches hat:
So sei das Reich „nicht mehr eine beschränkte Monarchie, wenngleich der äußere Schein dafür spricht, aber auch noch nicht eine Föderation mehrerer Staaten […], vielmehr ein Mittelding zwischen beiden. […] Wir können also den Zustand Deutschlands am besten als einen solchen bezeichnen, der einem Bund mehrerer Staaten sehr nahe kommt, in dem ein Fürst als Führer des Bundes die herausragende Stellung hat und mit dem Anschein königlicher Gewalt umgeben ist.“
Dies zeigt, dass Pufendorf Verfassungsrecht und Staatstheorie (und auch die jeweiligen Untersuchungsergebnisse) voneinander unterschied, was nur wenigen seiner späteren Kritiker aufgefallen ist. Insofern muss die Verfassungsstruktur des Reiches vor dem Hintergrund der abstrakten Staatsformentheorie in der Tat als unförmiges, monströses Gebilde erscheinen, während der „Reichs-Staat“ – gleichsam „von außen“ und in einer vergleichenden Perspektive betrachtet – als Zwischenform, auf dem halben Weg von einer regulären Monarchie zu einem ungeordneten Staatenbund befindlich, charakterisiert werden kann, ohne, dass dadurch ein Widerspruch entstünde.
Der ungeordnete Zustand ist Pufendorf nun die Quelle der Schwäche des Reiches, da der dem System inhärente Konflikt von Kaiser und Reichsständen den Gesamtstaat sehr belaste: Dieser strebe nach Wiederherstellung der monarchischen Vollgewalt, jene strebten nach völliger Freiheit. „Es ist aber die Natur aller Degenerationen, daß ein Staat, wenn er sich schon weit vom ursprünglichen Zustand entfernt hat, in schnellem Niedergang wie von selbst sich dem anderen Extrem nähert, während er sich nur mit großer Anstrengung auf seine Urform zurückführen läßt.“ Daher wird man das Reich auch nicht ohne größte Erschütterungen und Verwirrungen zur Monarchie zurückführen können, wobei es sich zum Staatenbund jedoch von allein fortentwickeln wird, so Pufendorf.

### Kapitel VII
De viribus et morbis Imperii Germanici
In diesem Kapitel wägt Pufendorf stärkende und schwächende Faktoren in der politischen und sozialen Verfasstheit des Reichs gegeneinander ab und beurteilt die Stärke desselben im Vergleich mit seinen europäischen Nachbarn und potenziellen Feinden. Zuerst widmet er sich der Bevölkerung und den materiellen Gütern Deutschlands, welche die Grundlage einer „absoluten“ Einschätzung der Stärken des Reichs liefern sollen. Die Paragraphen 1–3 behandeln folgerichtig die Bevölkerungszahl anhand der Zahl der Siedlungen, die Weitläufigkeit der deutschen Länder und ihre große wirtschaftliche Nutzbarkeit, den Handel und den Reichtum der Reichsterritorien.

In den Paragraphen 4–6 unternimmt Pufendorf eine „relative“ Einschätzung der Stärken und Schwächen des Reichs, wozu er die politisch-militärische Situation an den Reichsgrenzen bzw. gegenüber den Nachbarn des Reichs untersucht und dabei auch den Fall bedenkt, dass sich feindlich gesonnene Mächte verbünden. Er bespricht hier – in der Reihenfolge des Auftretens – das Osmanische Reich, Italien, Polen, Dänemark, England, die Niederlande, Spanien, Schweden und letztlich Frankreich, das er als größte Bedrohung für die Integrität und den Bestand des deutschen Reichs ansieht.

Den dritten Abschnitt des Kapitels bildet eine Analyse der innen- und außenpolitischen Schwächen des Reiches die durch seine Staatsform hervorgerufen werden (§§ 7–10). So behauptet Pufendorf, dass das an sich sehr wohlhabende Reich eine Gefahr für ganz Europa darstellen könnte, wenn es nur eine echte Monarchie wäre. Stattdessen „aber ist es durch innere Krankheiten und Umwälzungen so geschwächt, daß es kaum sich selbst verteidigen kann. Die Hauptursache des Übels ist der unharmonische und ungeordnete Zusammenhang des Staates.“ Die erneute Kritik an der deutschen Verfassung wird von einem kurzen staatstheoretischen Intermezzo unterbrochen: So erscheint gerade vor dem Hintergrund des schlecht „eingerichteten“ Reichs die absolute Monarchie als vollkommenste Staatsform, da weder die Aristokratie noch ein Staatenbund, so sie eine gute Verfassung besitzen, eine vergleichbare Stabilität erreichen würden. Nun ist das Reich jedoch in der ungünstigen Lage, so Pufendorf, zwei große Übel miteinander zu vereinen: Es scheine, als ob es in seiner Verfassung einerseits zugleich eine schlecht eingerichtete (d. h. schwache) Monarchie und doch andererseits auch ein ungeordneter Staatenbund (d. h. mit Gliedstaaten ungleichen Rechts) sei. Infolgedessen versuchen sowohl Kaiser als auch Reichsstände ihre Position zu verbessern, weshalb das Reich zwischen ihren gegensätzlichen Interessen hin- und hergerissen wird, woraus sich seine Schwäche erklärt. Ferner entkräften Konflikte zwischen den Ständen selbst den Reichsverband, welche durch die Ungleichheit der Macht unter diesen und die religiöse Spaltung infolge der Reformation noch geschürt würden. Dass es weder einen gemeinsamen Reichsschatz noch ein einheitliches Reichsheer gebe sind für Pufendorf offensichtliche Zeichen der Schwäche des deutschen Staatsgebildes.

### Kapitel VIII
De ratione status Imperii Germanici
Im letzten Kapitel befasst sich Pufendorf mit der „Ratio“ der Reichsverfassung, womit er Interessen und Erfordernisse meint, die angesichts des Zustands und des Zuschnitts der Verfassung naheliegend und ratsam sind: die Staatsräson des deutschen Reichs. Diese speziell reichische Staatsräson steht ganz im Kontext des Pufendorf'schen Urteils über die deutsche Verfassung: Sei im Bisherigen aufgezeigt worden an welchen Krankheiten das Land leide, wende er sich nun den Heilmittel zu. Zunächst referiert er jedoch die diesbezüglichen Überlegungen Bogislaw Philipp von Chemnitz’, welche dieser in seiner Dissertatio de Ratione Status in imperio nostro Romano-Germanico von 1640 vorgebracht hat. In Paragraph 2 des Kapitels stellt Pufendorf zunächst Chemnitz’ sechs Grundsätze der deutschen Staatsinteressen vor und referiert im Anschluss daran im folgenden Paragraphen 3 dessen sechs „Heilmittel“ für die Krankheiten Deutschlands. Im Grunde verwirft Pufendorf alle Vorschläge des anti-kaiserlichen Staatsrechtlers und kritisiert wenige Stellen sogar aufs Schärfste.

Mit Beginn des vierten Paragraphen wendet er sich seinen eigenen Überlegungen zu. Diese sind überraschenderweise eher wenig originell. Nach Horst Denzer lassen sich Pufendorfs Leitideen der deutschen Staatsräson in zwei Punkten zusammenfassen: „'1. Die innere Einigkeit ist zu bewahren oder zu schaffen, und Streitigkeiten sollen begraben werden, 2. Im Interesse des Reichs ist der gegenwärtige Zustand, nämlich das labile Gleichgewicht zwischen beschränkter Monarchie und Staatenbund, zu wahren, weil Versuche zur Änderung dieses Zustandes zum Untergang des Reiches führen können.“

Den Hauptteil dieses letzten Kapitels macht jedoch eine Kritik der katholischen Kirche und ihrer institutionellen Verbindung mit dem Reich aus. In den Paragraphen 5 bis 10 schildert Monzambano/Pufendorf zwei fiktive Unterredungen, d. h., er lässt einen nicht namentlich genannten Gast harsche Kritik vorbringen, wodurch er sich von den Aussagen praktisch doppelt distanziert, indem er (1.) unter Pseudonym (2.) die Ausführungen eines anderen wiedergibt. Die Ausgangsfrage des „Gesprächs“, welches sich im Wesentlichen als Monolog des unbekannten Gelehrten entpuppt, ist, „warum in Deutschland die Religion Anlaß zu solchem Streit sei“, während beispielsweise in den Niederlanden Religionsfreiheit herrsche. In erster Linie sei eine Abneigung der Gelehrten gegen den Dissens eine Ursache der konfessionellen Streitigkeiten und Konflikte. Schnell wird deutlich, dass Pufendorf diese Kritik vor allem auf die Theologie bezieht, da er ihren Gelehrten vorhält, abweichende Meinungen rasch als Gottlosigkeit zu diffamieren. Im Kern jedoch sind die unterschiedlichen politischen Implikationen der Bekenntnisse Ursache der konfessionellen Spannungen. Pufendorf lässt den Gelehrten die Richtung seiner Untersuchung erläutern:
„Doch ist es nicht unsere Aufgabe zu untersuchen, inwieweit jedes der Bekenntnisse seine Glaubenssätze aus der Heiligen Schrift zu belegen vermag; […] Mit Recht dürfen wir aber überlegen, inwieweit der Weg zum ewigen Heil, um den sich die Geistlichen kümmern, mit unseren politischen Grundsätzen zu vereinbaren ist. Denn ich kann nicht glauben, daß der allgütige Gott durch seine Verehrung den Frieden des bürgerlichen Lebens stören lassen will.“
Hierin äußert Pufendorf eine grundlegende Einstellung zum Verhältnis von Kirche und Staat bzw. Religion und Politik, die sich durch alle seine Werke hindurchzieht. Auch seine laientheologischen Schriften befassen sich nur mit dem Verhältnis von Kirche und Staat. Im Weiteren wird sein Standpunkt mehr als deutlich: „Im Luthertum findet man nichts, was den Grundsätzen der Lehre von der Politik widerspricht. […] Außerdem, wie keine Religion den deutschen Fürsten nützlicher sein könnte, so gibt es generell keine geeignetere für die monarchische Verfassung.“ Der Calvinismus ferner, unterscheide sich nur wenig vom Luthertum, wobei dieser, wie Pufendorf anmerkt, „die Entstehung der demokratischen Freiheit (libertas democratica) begünstigt.“ Ursächlich für all den Streit zwischen den Konfessionen sei letztlich die Starrköpfigkeit der Geistlichen auf allen Seiten, die viel hartnäckiger die eigene Auffassung verteidigen, als sie dies mit der Glaubenslehre tun. Das einzige Heilmittel gegen die religiösen Konflikte sei, so lässt Pufendorf den unbekannten Gelehrten indirekt anmerken, den Einfluss der Kirchen auf die Staatsgewalt und -verwaltung, so wie auf die Öffentlichkeit und die Schulen einzuschränken.

## Theoretische Aspekte

### Souveränitätslehre
In De statu Imperii hat Pufendorf seine Souveränitätslehre nicht ausdrücklich erläutert. Obgleich er den Begriff „Souveränität“ nur selten gebraucht – stattdessen fallen die Termini summa potestas (lat. höchste Gewalt), summum imperium oder majestas –, verwendet er ihn im gleichen Sinne wie schon Bodin und die anderen Reichspublizisten vor ihm: Der Souverän (der Monarch o. ä.) erkennt keinen Herrn über sich an (Gott ausgenommen), er ist niemandem Rechenschaft schuldig und kann nicht gegen seinen Willen vor Gericht gestellt werden. Seine Gewalt beruht auf dem frühen vertragstheoretischen Gedanken, dass die Bürger eines Gemeinwesens ihren (das gesellschaftliche Zusammenleben betreffenden) Willen in freier Übereinstimmung auf den Herrscher übertragen haben, d. h., dass die unbeschränkte Herrschaft des Souveräns im allgemeinen Interesse liegt.
Die souveräne Staatsgewalt ist deshalb legibus solutus (lat. von den Gesetzen entbunden), sie unterliegt keinerlei positivem Recht. Für Pufendorf gehört es wesentlich zur Souveränität, dass sie unteilbar ist: Sie ist eine, unteilbare höchste Gewalt im Staate. Dies unterscheidet sein Souveränitätskonzept beispielsweise von dem Arnisaeus’ oder denjenigen anderer Anhänger der Mischverfassungstheorie, auch scheint er den zeitgenössischen Vorstellungen „doppelter“ Souveränität ferngestanden zu haben. In diesem Sinne formuliert Pufendorf an mehreren Stellen der Verfassungsschrift, das souverän ist, wer „die Befugnis“ [hat], „nach eigenem Ermessen über die wichtigsten Staatsangelegenheiten zu bestimmen.“ Eine Aufteilung dieser höchsten Gewalt ist demzufolge nicht erlaubt, allenfalls können ihre rechtlichen Befugnisse delegiert werden. In diesem Falle üben Minister oder/und Beamte die herrschaftlichen Souveränitätsrechte im Namen des Souveräns aus. Sind wesentliche Bestandteile der Souveränität jedoch trotzdem dauerhaft auf verschiedene Instanzen verteilt, handelt es sich um einen irregulären, defekten Staat.

### Staatsformenlehre
„Die verschiedenen Staatsformen entstehen daraus, daß der Träger der Souveränität entweder eine einzige Person oder eine Versammlung aller oder weniger ist. Welcher untergeordneten oder ausführenden Organe sich aber der Souverän bedient, spielt dabei keine Rolle.“
In diesem Absatz des sechsten Kapitels (§ 4) der Verfassungsschrift, umreißt Pufendorf den Wesenskern seiner Staatsformenlehre in aller Kürze. Diese um das moderne Element des Souveränitätsgedankens erweiterte Fassung des aristotelischen Staatsformenschemas (Monarchie, Aristokratie, Demokratie) ist jedoch nicht seine Schöpfung, er übernimmt es – wie viele seiner Zeitgenossen – von Bodin. Dieser hatte das klassische Sechserschema erstmals durchbrochen, indem er einzig die Zuordnung der höchsten potestas im Staate zum Unterscheidungskriterium erhob und das Telos des Staates in der Differenzierung der Staatsformen verwarf. Aus diesem Grunde fehlen die Entartungsformen Tyrannis, Oligarchie und Demokratie/Ochlokratie in den Staatsformenschemata der Souveränitätstheoretiker der Frühen Neuzeit.
Ferner – und das ist gerade im Kontext der reichspublizistischen Debatte von Bedeutung – fehlt die Mischverfassung in diesem Spektrum von Staatsformen. Dies erklärt sich am besten anhand Pufendorfs Konzept: In seiner Staatsformenlehre tritt neben das obige bodin’sche Kriterium das weitere Argument hinzu, wie strikt die Souveränität bei der Instanz, der sie zukommen soll, in der Verfassungswirklichkeit angesiedelt ist. Er unterscheidet deshalb zwischen regulären und irregulären Staatsformen sowie Zusammenschlüssen von regulären Staaten.
Ferner leistete Pufendorf mit der Schrift einen wichtigen Beitrag zur Theorie der Staatsräson.

## Zur Rezeption
Gleich nach seinem Erscheinen rief der „Monzambano“ in der Gelehrtenwelt große Unruhe und teilweise sogar Protest hervor. Insbesondere die These der „Monstrosität“ der Reichsverfassung erregte die Gemüter, man verstand sie zumeist als Abwertung der Würde des Heiligen Römischen Reiches. Im Zentrum der frühen Diskussion standen selbstverständlich die Hauptfrage nach der Staatsform des Reiches und insbesondere diejenige nach seiner Staatlichkeit, welche mit Pufendorfs Überlegungen fraglich geworden zu sein schien.
Die frühsten Rezipienten bereits verteidigten deshalb vor allem die Einheit und die Staatlichkeit des Reichs gegen den zunächst unbekannten italienischen Autor; so sei es schon wegen der kaiserlichen Reservatrechte eindeutig eine monarchia limitata, eine beschränkte Monarchie (Johann Ulrich Zellner, 1667). Philipp Andreas Oldenburger charakterisierte das Reich 1668 als respublica mixta, obgleich es doch auf Grund der kaiserlichen Stellung eine einzige civitas (lat. Staat) sei. Einzig Johann Wolfgang Rosenfeld erkannte 1669 die Leistung Pufendorfs, indem er „die Erkenntnis formuliert, dass Aristoteles in seiner Staatsformenlehre von ‚perfectissimae societates‘ ausgegangen sei, die ‚gentium societates seu imperia‘ [= die wirklichen Staaten, Anm. des Verf.] aber keine solche seien, und somit zum Schluss kommt, dass gemessen an den aristotelischen Idealtypen die Wirklichkeit immer ‚irregulär‘ sein müsse.“
Die Reaktion Gottfried Wilhelm Leibniz’ sticht unter den Äußerungen zu De statu imperii besonders hervor, u. a. deshalb, weil Leibniz in diesem Zusammenhang eine eigene Reichstheorie entwickelt hat. In seiner Schrift In Serverinum de Monzambano (1668/72) setzt er sich mit Pufendorfs Werk auseinander, wobei er weniger die Monstrositätsthese bzw. die Pufendorfsche Irregularität des Reiches kritisiert als vielmehr dessen Urteil behandelt, dass sich das Reich einem Staatenbund annähere. In der verbreiteten Annahme, Pufendorf stelle die Staatlichkeit des Reiches in Frage, plädiert er dafür, dass das Lehenssystem, welches zwischen Kaiser und Reichsständen bestehe, die Staatlichkeit des Reiches begründe. Für Leibniz ist ferner das Vorhandensein der einheitlichen Rechtsperson „Reich“ und ihres Staatswillens Kriterium der Staatlichkeit. Wie das Reichssystem jedoch funktioniere, lässt er offen. Letztlich beurteilt er das Reich damit nicht unter dem Aspekt der Souveränität, sondern bezeichnet es abschließend als „Staatenfamilie“, welche insgesamt ein einheitliches Gebilde sei.
Die Einheit des Reiches (unitas imperii), in welcher sich dessen Staatscharakter widerspiegelt, wird auch von Christian Thomasius betont, welcher Pufendorfs Reichstheorie zugleich darin unterstützt, dass die Staatsformen des Aristoteles zur Beschreibung der Struktur der Reichsverfassung ungeeignet seien. Auch verteidigt Thomasius seinerseits die Kritik Monzambanos bzw. Pufendorfs insofern, als dass es einem Gelehrten erlaubt sein müsse, die Reichsverfassung zu kritisieren, wenn sie Mängel aufweise.

### Ausgaben

#### Nachdrucke
- Samuel von Pufendorf: Die Verfassung des deutschen Reiches. Herausgegeben und übersetzt von Horst Denzer. (= Bibliothek des deutschen Staatsdenkens, hrsg. von Hans Maier und Michael Stolleis, Bd. 4) Leipzig, 1994.
- Samuel von Pufendorf: Die Verfassung des deutschen Reiches. Herausgegeben und übersetzt, Anmerkungen und Nachwort von Horst Denzer. Stuttgart (Reclam), 1985.
- Severinus de Monzambano (Samuel v. Pufendorf): Über die Verfassung des deutschen Reiches. Übersetzung und Einleitung von Harry Breßlau. Berlin, 1922.
- Severinus de Monzambano: De statu imperii Germanici. Herausgegeben von Fritz Salomon. Weimar, 1910.

#### Originalausgaben
- Severini de Monzambano, Veronensis: De statu imperii Germanici ad Laelium fratrem, Dominum Trezolani, liber unus. Geneva (i.e. Den Haag), 1667 (Erstausgabe).

- Samuelis L. B. de Pufendorf: De statu imperii Germanici liber unus. In usum regiae berolinensis academiae cum praefatione in lucem editus cura Jacobi Pauli Gundlingi, Editio posthuma, Coloniae ad Spream (i.e. Berlin), 1706.

Eine erste deutsche Übersetzung erscheint 1669, es folgen zahlreiche weitere Ausgaben und auch Übersetzungen in französischer, englischer und holländischer Sprache.

### Sekundärliteratur
- Horst Denzer: Samuel Pufendorf und die Verfassungsgeschichte. In: Samuel von Pufendorf: Die Verfassung des deutschen Reiches. Herausgegeben und übersetzt von Horst Denzer. (= Bibliothek des deutschen Staatsdenkens, hrsg. von Hans Maier und Michael Stolleis, Bd. 4) Leipzig, 1994. S. 279–322.
- Horst Denzer: Spätaristotelismus, Naturrecht und Reichsreform: Politische Ideen in Deutschland 1600–1750. In: Fetscher, Iring/Münkler, Herfried: Pipers Handbuch der politischen Ideen. Band 3/5, München, 1985. S. 233–274.
- Detlef Döring: Untersuchungen zur Entstehungsgeschichte der Reichsverfassungsschrift Samuel Pufendorfs (Severinus de Monzambano), in: Der Staat, Bd. 33 (1994), S. 185–206.
- Julia Haas: Die Reichstheorie in Pufendorfs „Severinus de Monzambo“. Monstrositätsthese und Reichsdebatte im Spiegel der politisch-juristischen Literatur von 1667 bis heute. Duncker & Humblot, Berlin 2007, ISBN 978-3-428-12315-5
- Henning Ottmann: Geschichte des politischen Denkens, Bd. 3, Die Neuzeit, Teilbd. 1, von Machiavelli bis zu den großen Revolutionen. Stuttgart, 2006.
- Notker Hammerstein: Samuel Pufendorf. In: Michael Stolleis (Hrsg.): Staatsdenker in der frühen Neuzeit. Frankfurt am Main, 1995. S. 172–196.